# Bethóc
Bethóc ingen Maíl Coluim meic Cináeda était la fille aînée du roi Malcolm II d'Écosse, roi d'Écosse, qui n'avait pas de fils survivant. 
La succession au trône passa donc par Bethóc. La princesse Bethóc se maria avec l'abbé laïc Crínán de Dunkeld. Le premier fils né de cette union, Duncan Ier, monte sur le trône d'Écosse en 1034. Les premiers écrivains ont affirmé que Malcolm II avait également désigné Duncan Ier comme son successeur en vertu des règles de la tanistrie car il existait alors d'autres candidats potentiels au trône.

## Article lié
- Crínán de Dunkeld